# Список пенитенциарных учреждений штата Вашингтон
Список пенитенциарных учреждений штата Вашингтон составлен по материалам исправительного департамента штата, Федерального бюро тюрем, Бюро юридической статистики США и частных операторов тюрем.
По состоянию на конец 2011 года в пенитенциарных учреждениях штата содержалось 17,847 заключённых (в 2010 году — 18,235, в 2009 году — 18,233). Исправительный департамент штата Вашингтон управляет 12 тюрьмами — 10 мужскими и двумя женскими (в том числе четырьмя с минимальным уровнем безопасности) и контролирует деятельность 15 центров выездных работ (14 из них управляются частными подрядчиками). Кроме того, в штате расположены федеральная тюрьма и две военные тюрьмы.  
| Название учреждения | Тип и режим учреждения                                   | Месторасположение                             | Примечания |
| Исправительный центр Вашингтона (англ. Washington Corrections Center)                                                      | Тюрьма штата                                             | Шелтон 47°14′20″ с. ш. 123°11′34″ з. д.       | Тюрьма открылась в 1964 году, вместимость — до 1,3 тыс. заключённых, имеются сектора среднего, строгого и максимального уровней безопасности, центр по приёму и диагностике осуждённых, отделение Эвергрин на 240 мест, подсобное хозяйство.                                                                      |
| Исправительный центр Клаллам-Бей (англ. Clallam Bay Corrections Center)                                                    | Тюрьма штата                                             | Клаллам-Бей 48°14′23″ с. ш. 124°17′11″ з. д.  | Тюрьма открылась в 1985 году, вместимость — до 0,9 тыс. заключённых, имеются сектора среднего, строгого и максимального уровней безопасности, промышленное производство. |
| Исправительный комплекс Монро (англ. Monroe Correctional Complex)                                                          | Тюрьма штата                                             | Монро 47°50′45″ с. ш. 121°59′48″ з. д.        | Тюрьма открылась в 1910 году, вместимость — 2,4 тыс. заключённых, состоит из 4 частей: исправительного учреждения штата Вашингтон, отделения Твин-Риверс, отделения для особых преступников и отделения минимального уровня безопасности, имеются сектора максимального, строгого и среднего уровня безопасности. |
| Исправительный центр Стаффорд-Крик (англ. Stafford Creek Corrections Center)                                               | Тюрьма штата                                             | Абердин 46°55′20″ с. ш. 123°55′11″ з. д.      | Тюрьма открылась в 2000 году, вместимость — более 1,9 тыс. заключённых, имеются сектора максимального, среднего и минимального уровней безопасности. |
| Тюрьма штата Вашингтон (англ. Washington State Penitentiary)                                                               | Тюрьма штата                                             | Уолла-Уолла 46°04′43″ с. ш. 118°21′40″ з. д.  | Тюрьма открылась в 1886 году, вместимость — до 2 тыс. заключённых, имеются сектора строгого и минимального уровней безопасности, блок одиночного заключения, промышленное производство и подсобное хозяйство, в учреждении приводятся в исполнение все смертные приговоры штата.                                  |
| Женский исправительный центр Вашингтона (англ. Washington Corrections Center for Women)                                    | Тюрьма штата                                             | Гиг-Харбор 47°20′49″ с. ш. 122°36′45″ з. д.   | Тюрьма открылась в 1971 году, вместимость — более 0,7 тыс. заключённых, имеются сектора минимального, среднего и строгого уровней безопасности, центр по приёму и диагностике осуждённых, камеры «смертников». |
| Исправительный центр Койот-Ридж (англ. Coyote Ridge Corrections Center)                                                    | Тюрьма штата                                             | Коннел 46°40′49″ с. ш. 118°51′04″ з. д.       | Тюрьма открылась в 1992 году, вместимость — до 2,5 тыс. заключённых, имеются сектора среднего, минимального (для осуждённых с большими скорами) и минимального уровней безопасности, промышленное производство и подсобное хозяйство.                                                                             |
| Исправительный центр Эйрвэй-Хайтса (англ. Airway Heights Corrections Center)                                               | Тюрьма штата                                             | Эйрвэй-Хайтс 47°39′14″ с. ш. 117°34′31″ з. д. | Тюрьма открылась в 1992 году, вместимость — до 2,3 тыс. заключённых, имеются сектора среднего и минимального (для осуждённых с большими скорами) уровней безопасности. |
| Исправительный центр Олимпик (англ. Olympic Corrections Center)                                                            | Тюрьма штата минимального уровня безопасности            | Форкс 47°43′01″ с. ш. 124°08′09″ з. д.        | Тюрьма открылась в 1968 году, вместимость — до 0,4 тыс. заключённых, имеется подсобное хозяйство. |
| Женский исправительный центр Мишн-Крик (англ. Mission Creek Corrections Center for Women)                                  | Тюрьма штата минимального уровня безопасности            | Белфейр 47°29′04″ с. ш. 122°51′50″ з. д.      | Тюрьма открылась в 2005 году, вместимость — более 0,3 тыс. заключённых, специализируется на лечении наркоманов и алкоголиков. |
| Исправительный центр Ларч (англ. Larch Corrections Center)                                                                 | Тюрьма штата минимального уровня безопасности            | Яколт 45°43′54″ с. ш. 122°20′32″ з. д.        | Тюрьма открылась в 1956 году, вместимость — до 0,5 тыс. заключённых. |
| Исправительный центр Сидар-Крик (англ. Cedar Creek Corrections Center)                                                     | Тюрьма штата минимального уровня безопасности            | Литтлрок 46°53′01″ с. ш. 123°08′30″ з. д.     | Тюрьма открылась в 1954 году, вместимость — до 0,5 тыс. заключённых, имеется подсобное хозяйство (в том числе пасека). |
| ЦВР Три-Ситис (англ. Tri-Cities Work Release)                                                                              | Центр выездных работ штата                               | Кенневик 46°12′36″ с. ш. 119°06′30″ з. д.     | Имеются мужской и женский сектора (единственный ЦВР, находящийся под управлением Исправительного департамента штата). |
| ЦВР Атанум-Вью (англ. Ahtanum View Work Release)                                                                           | Центр выездных работ штата                               | Якима 46°34′07″ с. ш. 120°35′33″ з. д.        | Имеются мужской и женский сектора. |
| ЦВР Беллингхэма (англ. Bellingham Work Release)                                                                            | Центр выездных работ штата                               | Беллингхэм 48°44′46″ с. ш. 122°28′37″ з. д.   | Имеются мужской и женский сектора. |
| ЦВР Бишоп-Льюис (англ. Bishop Lewis Work Release)                                                                          | Центр выездных работ штата                               | Сиэтл 47°36′21″ с. ш. 122°19′36″ з. д.        | Центр специализируется на лечении наркоманов и алкоголиков мужского пола. |
| ЦВР Хелен Би. Ретклифф (англ. Helen B. Ratcliff Work Release)                                                              | Центр выездных работ штата                               | Сиэтл 47°35′20″ с. ш. 122°18′59″ з. д.        | Женский центр. |
| ЦВР Медисон-Инн (англ. Madison Inn Work Release)                                                                           | Центр выездных работ штата                               | Сиэтл 47°37′07″ с. ш. 122°18′16″ з. д.        | Центр специализируется на лечении наркоманов и алкоголиков мужского пола. |
| ЦВР Рейнолдс (англ. Reynolds Work Release)                                                                                 | Центр выездных работ штата                               | Сиэтл 47°36′09″ с. ш. 122°19′44″ з. д.        | Мужской центр. |
| ЦВР Браунстоун (англ. Brownstone Work Release)                                                                             | Центр выездных работ штата                               | Спокан 47°39′14″ с. ш. 117°24′47″ з. д.       | Мужской центр. |
| ЦВР Элеанор Чейз Хаус (англ. Eleanor Chase House Work Release)                                                             | Центр выездных работ штата                               | Спокан 47°38′57″ с. ш. 117°25′09″ з. д.       | Женский центр. |
| ЦВР округа Кларк (англ. Clark County Work Release)                                                                         | Центр выездных работ штата                               | Ванкувер 45°38′47″ с. ш. 122°43′32″ з. д.     | Расположен в составе комплекса окружной тюрьмы округа Кларк, имеются мужской и женский сектора. |
| ЦВР Рэп-Хаус / Линкольн-Парк (англ. Rap House/Lincoln Park Work Release)                                                   | Центр выездных работ штата                               | Такома 47°13′28″ с. ш. 122°26′37″ з. д.       | Имеются мужской и женский сектора, центр специализируется на работе с преступниками, имеющими психические заболевания. |
| ЦВР Прогресс-Хаус (англ. Progress House Work Release)                                                                      | Центр выездных работ штата                               | Такома 47°15′27″ с. ш. 122°30′43″ з. д.       | Имеются мужской и женский сектора. |
| ЦВР Лонгвью (англ. Longview Work Release)                                                                                  | Центр выездных работ штата                               | Лонгвью 46°08′28″ с. ш. 122°55′07″ з. д.      | Имеются мужской и женский сектора. |
| ЦВР Олимпии (англ. Olympia Work Release)                                                                                   | Центр выездных работ штата                               | Олимпия 47°02′17″ с. ш. 122°55′07″ з. д.      | Имеются мужской и женский сектора. |
| ЦВР Пенинсула (англ. Peninsula Work Release)                                                                               | Центр выездных работ штата                               | Порт-Орчард 47°31′23″ с. ш. 122°40′06″ з. д.  | Имеются мужской и женский сектора. |
| Федеральный центр заключения СиТак (англ. FDC SeaTac)                                                                      | Федеральная тюрьма административного уровня безопасности | Ситак 47°25′20″ с. ш. 122°18′05″ з. д.        | Имеются мужской и женский сектора. |
| Северо-западное объединённое региональное исправительное учреждение (англ. Northwest Joint Regional Correctional Facility) | Военная тюрьма                                           | Форт-Льюис                                    | Тюрьма расположена на территории армейской объединённой базы Льюис — МакЧорд, имеются подсобное хозяйство, отделение на военно-морской базе Китсэп. |
| Военно-морская тюрьма Пьюджет-Саунд (англ. Navy Brig Puget Sound)                                                          | Военная тюрьма                                           | Бремертон                                     | Тюрьма расположена на территории военно-морского арсенала Пьюджет-Саунд (является отделением Военно-морской объединённой тюрьмы Мирамар). |

|                                 |              |              |
| Исправительный центр Вашингтона | Тюрьма Ситак | Тюрьма Ситак |